# 宋兆祥
宋兆祥（1997年1月29日—）是一名中华人民共和国跆拳道選手。2019年，他在英国曼彻斯特举行的2019年世界跆拳道锦标赛上获得了男子87公斤级的铜牌。同年，在中国无锡举行的2019年全国跆拳道冠军总决赛上，他还获得男子87公斤级冠军。